# Szachy chłopskie
Szachy chłopskie, zwane inaczej Galą były popularne w XIX wieku w Dithmarschen, małej krainie leżącej w Szlezwiku-Holsztynie położonej pomiędzy Elbą i Eiderem. Zalicza się ją do grupy gier z rodziny szachów, a jedną z jej osobliwości jest to, iż składa się ona ze 100 pól (10×10). Na planszy znajdują się linie w formie krzyża, których przekroczenie przez figurę powoduje, że zmienia się jej sposób poruszania po planszy. Jest to oryginalne i nigdzie niespotykane rozwiązanie.

## Przebieg gry
Podobna do szachownicy plansza składa się ze 100 pól (10×10). Pośrodku są po 2 rzędy krzyżujących się ze sobą pól (rząd 5 i 6), oddzielonych liniami, tworzących krzyż w taki sposób, że w każdym z rogów pola gry powstaje kwadrat, który składa się z 16 pól (4×4).
Każdy z graczy otrzymuje 20 figur:
- 2 galasy
- 5 kornasów
- 5 horsasów
- 8 kampasów

Celem gry jest zbicie obu nieprzyjacielskich galasów.